# Fulica ardesiaca
La focha andina, gallareta andina, choka, choca, choc'a(aimara, ortografía incierta) o tagua andina (Fulica ardesiaca) es una especie de ave gruiforme de la familia de las rállidas nativa de América del Sur. 

## Distribución y hábitat
Su hábitat natural son los pantanos y lagos de agua dulce en Argentina, Bolivia, Chile, Colombia, Ecuador y Perú. Está clasificado como Preocupación menor por la IUCN.

## Subespecies

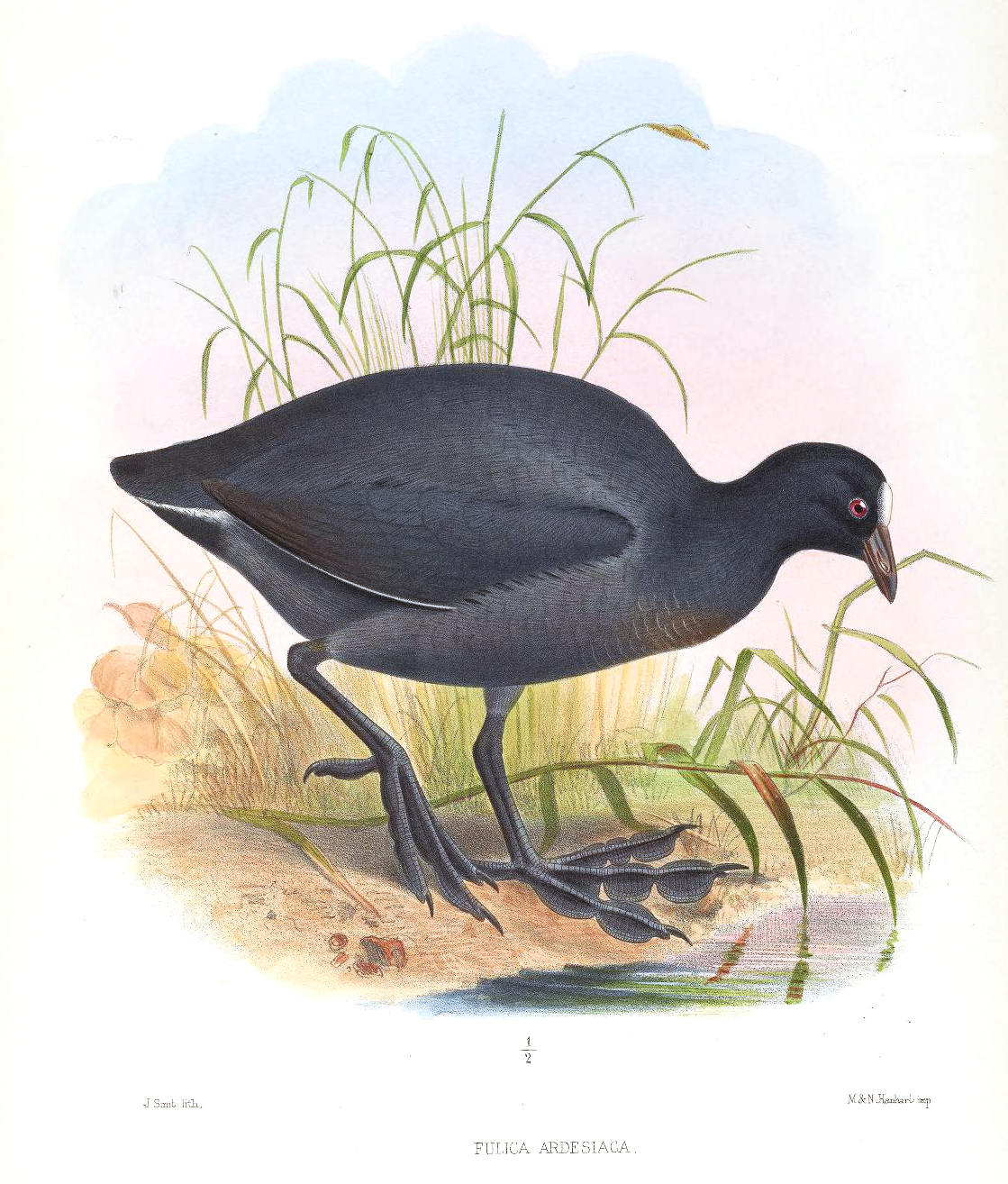
Fulica ardesiaca; ilustración de Joseph Smit, 1869.

Esta ave tiene dos subespecies reconocidas:
- Fulica ardesiaca ardesiaca (Tschudi, 1843)
- Fulica ardesiaca atrura ( Fjeldsa, 1983)